# Cuix
|  | Per l'antic regne vegeu Regne de Cuix |

Cuix (en hebreu כּוּשׁ בן-חָם Kûš ben Hām i en àrab Kux ibn Xam) al capítol desè del llibre del Gènesi de la Bíblia, és el primogènit de Cam i net de Noè. Hauria sigut el pare de Nimrod, Sebà, Havilà, Sabtà, Ramà i Sabtecà. Tots els seus descendents s'anomenaren cuixites i habitaren al lloc que la Bíblia anomena país de Cuix.

## Bíblia hebrea
La dona de Moisès era una cuixita, segons el Llibre dels Nombres 12:1. L'Èxagog 60-65 d'Ezequiel el Tràgic (fragments reproduïts per Eusebi) té Siporà que es descriu a si mateixa a Moisès com a estrangera a la terra de Madian, i procedeix a descriure els habitants de la seva terra ancestral al nord d'Àfrica:
| « | Estranger, aquesta terra s'anomena Líbia. Està habitada per tribus de diversos pobles, etíops, homes negres. Un home és el governant del territori: és alhora rei i general. Governa l'estat, els jutges i la gent, i és el sacerdot. Aquest home és el meu pare {Jetró} i els d'ells. | » |

Tanmateix, no és clar si aquesta cuixita a la que es fa referència és Siporà, la filla de Jetró o bé una concubina. En el primer cas seria una dona madianita (en realitat una quenita), els membres del qual, igual que els israelites, practicaven el culte a Jehovà, i s'havien desplaçat a Transjordània i al Nègueb.
Segons el llibre Segon de Samuel el cuixita és només un servent, que no obstant això s'atreveix a presentar-se directament al rei David per comunicar-li la mort del seu fill Absalom.
Al Segon de les Cròniques es descriu la victòria d'Asà, Rei de Judà (pels volts del 900 aC), enfront d'un gran nombre de cuixites. La menció dels llocs de Mareshah i Guerar més aviat sembla suggerir que aquests cuixites eren una petita tribu al Nègueb. Més endavant, en el mateix llibre, els cuixites s'esmenten com a veïns dels filisteus i dels àrabs.
La visió del Llibre d'Habacuc on afirma que «He vist esfondrar-se els campaments de Cuixan, i estremir-se les tendes del país de Madian» també podria indicar que hi havia nòmades cuixites a l'est de Jordània 
La pregunta retòrica "Pot un etíop (cuixita) canviar la pell?" a Llibre de Jeremies 13:23 implica que hi havia gent amb un color de pell marcadament diferent al dels israelites, molt probablement nubians. Igualment, la Septuaginta tradueix uniformement Cuix com a "Aithiopia."
Una altra persona anomenada Cuix a la Bíblia hebrea és un membre de la Tribu de Benjamí que és mencionat únicament al Psalm 7, i es creu que era un seguidor de Saül.

## Identificacions posteriors
L'historiador jueu del segle i, Flavi Josep, citava: Dels quatre fills de Cam, el temps no ha canviat gens el nom de Cuix; els etíops, sobre els quals ell va regnar, són, fins i tot avui en dia [segle I], per ells mateixos i per tots els homes d'Àsia, anomenats cuixites. (Antiguitats dels jueus-Nombres 1:6).
Al segle v, els himiarites al sud d'Aràbia eres descrits pels escriptors sirians com a cuixites i etíops.
L'historiador persa Muhàmmad ibn Jarir at-Tabarí (c. 915) es fa ressò d'una tradició segons la qual la muller de Cuix s'anomenava Qarnabil, filla de Batawil, fill de Tiràs, i que ella li va engendrar els "abissinis, sindis i indis".
Entre els actuals parlants de llengües cuixítiques s'hi inclouen els somalis, àfars, oromos i diverses altres tribus, i es consideraven descendents de Cuix a l'obra d'Al-Massudí Els prats d'or i les mines de gemmes del 947. Els beges, que també parlen una llengua cuixítica, tenen unes tradicions genealògiques específiques de la descendència de Cuix.
L'explorador James Bruce, que va visitar les terres altes d'Etiòpia pels volts del 1770, va escriure sobre «una tradició entre els abissinis, que diuen que han tingut des de temps immemorials», que en els dies posteriors al Diluvi, Cuix, el fill de Cam, va viatjar amb la seva família Nil amunt fins que va arribar a la plana d'Atbara, que aleshores estava deshabitada, des d'on podrien veure l'altiplà etíop. Van ascendir i van construir Axum, i un cert temps després van retornar a les terres baixes, on van construir Mèroe. També afirma que els estudiosos europeus de la seva època havien rebutjat aquest relat. També afirma que els erudits europeus de la seva època havien rebutjat sumàriament aquest relat a causa de la seva teoria establerta, segons la qual Cuix havia d'haver arribat a Àfrica via Aràbia i Bab el-Màndeb. Posteriorment, es va dir que el gran obelisc d'Axum l'havia erigit Cuix, a fi i efecte de marcar el seu territori assignat, i es deia que el seu fill Ityopp'is havia estat enterrat allà, segons el Llibre d'Axum. Segons afirma Bruce, va ser venerat a tot Abissínia, tal com ho reflecteix també el Kebra Nagast.
David Goldenberg ha suggerit que el nom hebreu deriva de Caix, el nom egipci per a la Baixa Núbia i posteriorment per al regne nubià a Napata, conegut com a Regne de Cuix. La forma Cuix apareix en registres egipcis ja a començaments del regnat Mentuhotep II (segle xxi aC), en una inscripció que detalla les seves campanyes contra la regió de Núbia. En el moment de la compilació de la Bíblia hebrea, i en tota l'antiguitat clàssica, el regne nubià es va centrar a Mèroe, en l'actual Sudan.
Estudiosos com ara Johann Michaelis i Rosenmuller han apuntat que el nom Cuix es va aplicar a extensions del país a banda i banda de la Mar Roja a Aràbia (Iemen) i a Àfrica.
Segons diverses tradicions, Cuix és l'antecessor dels nubians, etíops, somalis, sudanesos, dravidians, sumeris, babilonis, eritreus, iemenites i altres pobles, generalment considerats de pell fosca. De fet, el mot hebreu "cuixi" (כושי) derivat de "Cuix", fa referència a la gent que té la pell negra. En l'actual Israel es considera un insult racista.